# 拉韦尔迪讷
拉韦尔迪讷（法語：Laverdines，法語發音：[lavɛʁdin]）是法国谢尔省的一个旧市镇，位于该省东部，属于布尔日区。2019年，拉韦尔迪讷与市镇萨维尼勒维夫并入市镇博日。

## 地理
拉韦尔迪讷（47°1'50"N, 2°47'53"E）面积9.89 平方千米，位于法国中央-卢瓦尔河谷大区谢尔省，该省份为法国中部省份，北起卢瓦雷省，西接卢瓦-谢尔省和安德尔省，南至克勒兹省，东南接阿列省，东临涅夫勒省。
与拉韦尔迪讷接壤的市镇（或旧市镇、城区）包括：克朗河畔邦日、沙西、内龙德、萨利尼勒维夫、维勒基耶。

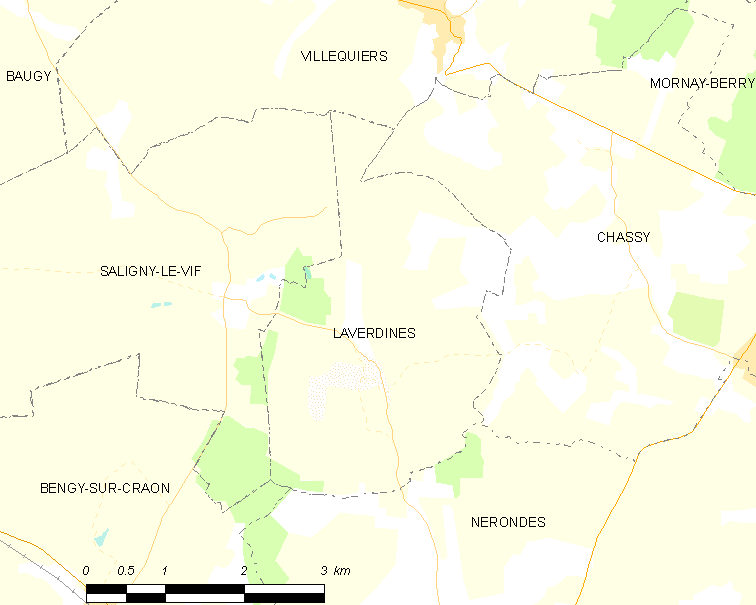
拉韦尔迪讷的OSM定位图

拉韦尔迪讷的时区为UTC+01:00、UTC+02:00（夏令时）。

## 行政
拉韦尔迪讷的邮政编码为18800，INSEE市镇编码为18123。

## 政治
拉韦尔迪讷所属的省级选区为阿沃尔县。

## 人口

1962-2008年间拉韦尔迪讷人口变化图示

拉韦尔迪讷于2018年1月1日时的人口数量为36人。